# Fäningen
Fäningen är en sjö i Ånge kommun i Medelpad och ingår i Ljungans huvudavrinningsområde. Sjön är 5,1 meter djup, har en yta på 0,685 kvadratkilometer och är belägen 272 meter över havet. Sjön avvattnas av vattendraget Fäningsån.

## Delavrinningsområde
Fäningen ingår i det delavrinningsområde (692591-146057) som SMHI kallar för Utloppet av Fäningen. Medelhöjden är 309 meter över havet och ytan är 16,85 kvadratkilometer. Det finns inga avrinningsområden uppströms utan avrinningsområdet är högsta punkten. Fäningsån som avvattnar avrinningsområdet har biflödesordning 2, vilket innebär att vattnet flödar genom totalt 2 vattendrag innan det når havet efter 166 kilometer. Avrinningsområdet består mestadels av skog (72 procent) och sankmarker (12 procent). Avrinningsområdet har 1,41 kvadratkilometer vattenytor vilket ger det en sjöprocent på 8,4 procent.